# 安德烈·加布里埃利
安德烈·加布里埃利（義大利語：Andrea Gabrieli；约1510年—1585年8月30日），意大利文艺复兴时期作曲家。作为维拉尔特的学生，他继承了威尼斯乐派的传统，并在经文歌中加入器乐。其管风琴曲在音乐史上也颇为重要。

## 個人生活
作曲家乔万尼·加布里埃利是他的侄子。

## 外部連結
- 安德烈·加布里埃利的免费乐谱，由国际乐谱典藏计划提供
- 公有領域聲樂檔案館上安德烈·加布里埃利的作品